# سونغ لينغ مايو
سونغ لينغ مايو (بالصينية: 宋美齡) (و. 1898 – 2003 م) هي من الصين، وهي ولدت في شانغهاي.

## روابط خارجية
- سونغ لينغ مايو على موقع IMDb (الإنجليزية)
- سونغ لينغ مايو على موقع الموسوعة البريطانية (الإنجليزية)
- سونغ لينغ مايو على موقع مونزينجر (الألمانية)
- سونغ لينغ مايو على موقع إن إن دي بي (الإنجليزية)
- سونغ لينغ مايو على موقع قاعدة بيانات الفيلم (الإنجليزية)